# Guerra gòtica (401-403)
La guerra gòtica dels anys 401 al 403 va ser un conflicte bèl·lic que va enfrontar als gots d'Alaric amb l'Imperi romà d'Occident.
Es va iniciar a la tardor de l'any 401 quan el capitost got va entrar dins del territori de l'Imperi occidental al capdavant d'un exèrcit amb l'objectiu que els assignessin terres dins de les seves fronteres. Va aprofitar per a això que el gruix de les tropes imperials que protegien Itàlia es trobava al nord dels Alps per a rebutjar una invasió de vàndals i alans.
Els primers mesos van ser favorables als gots ja que van aconseguir arribar, gairebé sense oposició, prop de Milà, la capital imperial on vivia Honori. Aquest va fugir cap a la Gàl·lia encara que va ser interceptat i obligat a refugiar-se a Asti. Després del retorn de l'exèrcit comandat per Estilicó, es van lliurar dues batalles, Pol·lència i Verona, amb resultat favorable a les armes romanes.
La guerra va finalitzar amb la retirada d'Alaric i els seus gots fora del territori imperial encara que, en previsió de nous atacs similars, la cort es va traslladar de Milà a la, més segura, Ravenna. Aquesta decisió va resultar encertada ja que Itàlia va sofrir, en pocs anys, noves invasions. De fet, aquesta guerra es considera com l'inici de la caiguda de l'Imperi romà d'Occident.

## Antecedents

### L'assentament dels gots a Il·líria
Els gots havien entrat a l'Imperi oriental en any 376 i després de sis anys de guerra, van aconseguir assentar-se a la província de Mèsia en virtut d'un tractat de foedus. A la mort de l'emperador Teodosi I, l'any 395, es van rebel·lar liderats per Alaric i després de saquejar la península balcànica durant tres anys van aconseguir el control de la prefectura d'Il·líria situada al costat de l'Imperi occidental.  Alaric va ser nomenat magister militum per Illyricum i sota la seva direcció, els gots van procedir al saqueig de les principals ciutats i sobretot, dels seus arsenals. D'aquesta manera, l'any 401 formaven un exèrcit més formidable que el que havien estat a l'inici de la seva rebel·lió en el 395.
Per a l'èxit got va ser determinant la disputa que mantenien totes dues meitats de l'Imperi pel control de la citada prefectura d'Il·líria que estava en possessió de la part oriental. Això va impedir que Estilicó actués eficaçment contra ells ja que, tement que el seu èxit portés al control de la prefectura per la cort de Milà, la de Constantinoble li va ordenar retirar-se en les dues ocasions que el general occidental va tenir als gots a la seva mercè. En un sentit contrari, aquesta qüestió sembla que va ser el motiu que, en posteriors enfrontaments, Estilicó deixés Alaric viu, amb la previsió d'utilitzar les seves forces contra la meitat oriental.

### Causes de la guerra
Es creu que la decisió d'Alaric d'envair Itàlia va ser conseqüència de la reacció anti-goda a Constantinoble. A finals de l'any 399, el capitost got Gaines havia assolit el cim de la seva carrera en ser nomenat magister militum de l'exèrcit imperial oriental i semblava que seria la personalitat dominant del govern d'Arcadi.
No obstant això, l'emperadriu Èlia Eudòxia va poder maniobrar hàbilment i va aconseguir ser nomenada Augusta. Va aglutinar, llavors, a diversos personatges importants de la cort en el que es podria dir un «partit anti-bàrbar». Mentrestant, Gaines, va demostrar ser un mal governant, a més a més de seguida es va enfrontar al senat i a Joan, el patriarca de Constantinoble. En veure que el sentiment anti-got dins de la ciutat es feia cada vegada més fort, va decidir, el juliol del 400, prendre el poder. Al fracassar va intentar abandonar la ciutat discretament al costat dels seus seguidors gots encara que la població va tancar les portes i va massacrar als que no van poder sortir. Gaines, declarat enemic públic pel senat, va ser derrotat per Fravita i obligat a creuar el Danubi. Va ser capturat pels huns de Uldin, assassinat i el seu cap enviat a Arcadi com a present.
Sembla que, en veure el destí de Gaines i els seus gots, que servien a l'exèrcit oriental, així com la col·laboració dels huns per a acabar amb ells, Alaric va decidir abandonar l'Imperi oriental i entrar en la meitat occidental per a obligar a Honori a que els assignés un territori on assentar-se. L'any següent, 401, quan Estilicó va partir amb el gruix de l'exèrcit d'Itàlia a Nòric i Rècia per a rebutjar una invasió de vàndals i alans dirigits per Radagais. Alaric va veure el moment oportú per llançar-se sobre Itàlia.

## Desenvolupament

### Entrada a Itàlia i persecució d'Honori

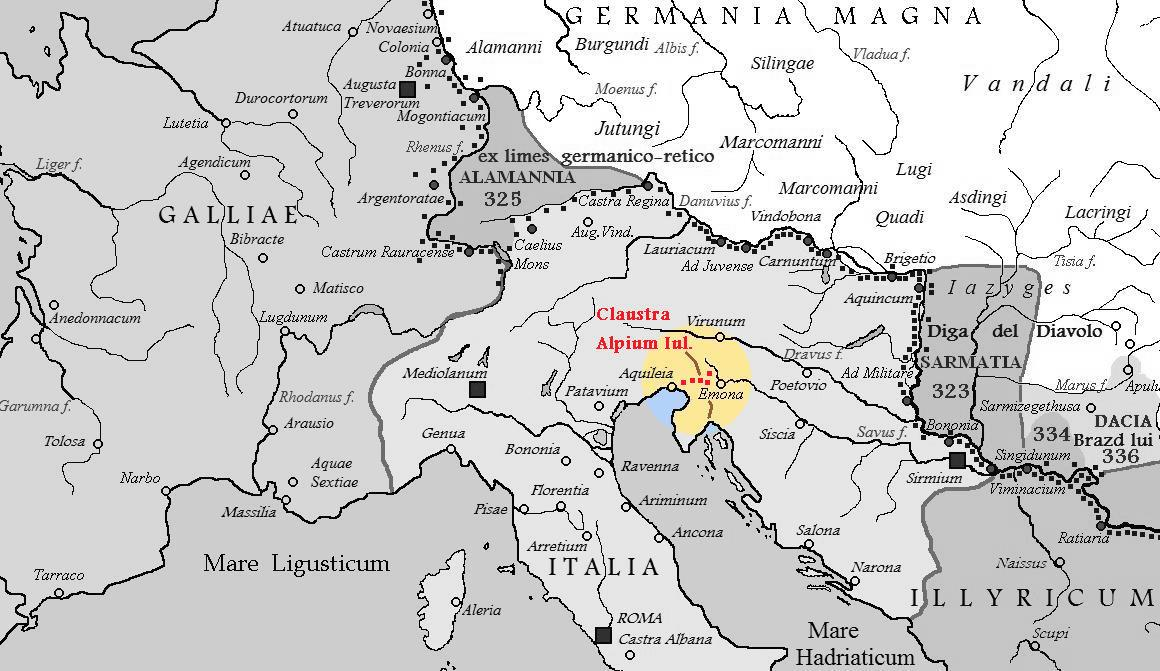
El sistema de forts que protegia el pas dels Alps Julians es trobava abandonat quan Alaric va iniciar la seva invasió d'Itàlia el 401.

En acabar l'estiu de l'any 401 i amb les collites recollides, Alaric va partir amb els seus homes cap al nord, a Sírmium, on va girar cap a l'oest i va seguir el curs del riu Sava per a arribar als Alps Julians, els passos dels quals es trobaven sense defensa.
El primer enfrontament amb l'exèrcit romà va tenir lloc el 18 de novembre d'aquest any en l'àrea de Duino, al costat del riu Timavo. Els gots van obtenir una fàcil victòria i van poder avançar sense oposició fins a Aquileia. Sembla que la ciutat es va rendir, durant l'hivern, van continuar per la província de Venetia i Ístria on les ciutats al seu pas els van obrir les portes. Es van dirigir, llavors, cap a Milà, capital imperial, on residia Honori amb la seva cort. En el seu camí, van travessar el riu Adda en el qual Alaric va deixar a part de les seves tropes per a impedir que Estilicó el creues en el seu retorn des del nord.
Els gots es van aproximar a la ciutat i davant aquesta situació, l'emperador va fugir amb part de la seva cort cap a Arle, al sud de la Gàl·lia. Alaric va iniciar el setge mentre que va enviar a part de la seva cavalleria a interceptar a Honori. Aquest, davant el perill de ser capturat, va decidir refugiar-se a Asti pel que Alaric va deixar en pau la capital i es va dirigir amb la resta de l'exèrcit a assetjar a l'emperador. Asti era una petita ciutat però estava ben fortificada i va poder suportar el setge got durant unes valuoses setmanes que van permetre el retorn de Estilicó amb l'exèrcit italià, la primavera del 402.

### Retorn d'Estilicó a Itàlia

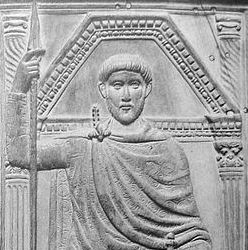
Estilicó va dirigir l'exèrcit romà durant aquesta guerra.

Estilicó va poder rebutjar bé la invasió de Radagais al Nòric i Rècia. Davant les notícies de l'arribada de Alarico a Itàlia, va decidir reclutar, com a foederati, a un contingent dels vençuts vàndals així com reclutar un cos de cavalleria alana comandada per Saül. També va enviar missatgers a Britània i Gàl·lia perquè alguna de les legions estacionades allí es dirigissin a Itàlia.
Les tropes romanes van creuar els ports alpins en ple hivern i en arribar al riu Adda, Estilicó va decidir no perdre temps en un enfrontament contra els gots, que protegien el seu pont i els va vorejar i va travessar el riu nadant. A marxes forçades, es va avançar amb part de les seves tropes i va començar a envoltar als assetjadors gots. Aquests, davant el perill de veure's bloquejats, van decidir abandonar el setge. Els gots havien d'escollir ara: continuar cap a la Gàl·lia o retirar-se cap al sud. L'arribada de les legions del Rin i Britània podia obligar-los a una guerra en dos fronts, per tant van decidir seguir el curs del riu Tanaro cap al sud.

### Enfrontaments a Pollentia i Verona
Pollentia estava situada en una calçada que, vorejant la muntanya, es dirigia a Vado Ligure, a la costa lígur. Les tropes d'Alaric van establir el seu campament prop de la ciutat davant l'avanç del gruix de l'exèrcit romà. Estilicó va aprofitar el dia de Pasqua i mentre que els gots estaven immersos en la seva celebració, va ordenar a la cavalleria alana comandada per Saül que ataqués per sorpresa. L'èxit inicial va obligar els gots a abandonar el campament amb greus pèrdues encara que van poder reagrupar-se ràpidament, contraatacar i rebutjar als alans a més de matar al seu comandant. Davant el fracàs de la cavalleria, Estilicó, aleshores, va atacar amb la infanteria i va obligar a Alaric a retirar-se a la muntanya on van fortificar-se. Van començar, llavors, negociacions entre tots dos bàndols. Alaric era partidari de seguir amb la campanya encara que part dels seus generals veien millor arribar a un acord amb els romans i retornar a Il·líria. Al final, es va adoptar aquesta posició i es van dirigir a l'oest mentre que tropes romanes els seguien a distància per a comprovar que complien els acords i abandonaven Itàlia.
Durant la marxa, Alaric va detenir a l'exèrcit a l'altura de Verona, una ciutat des d'on partia la ruta cap al port alpí del Brenner. No són clars els seus motius encara que sembla que planejava passar a Gàl·lia a través dels Alps. Era el mes de juliol o agost quan, avisat de les seves intencions, Estilicó va decidir atacar-los. Va ordenar que part de les seves tropes els voregessin per la muntanya i bloquegessin la ruta que entrava als Alps. Quan havien ocupat les seves posicions, va llançar un atac amb la cavalleria alana que els gots van aconseguir rebutjar encara que, en intentar retrocedir pel camí de la muntanya, es van trobar amb les tropes romanes que el protegien. Alaric va decidir, llavors prendre un pujol i fortificar-se.
Encara que el capitost got volia resistir, el seu exèrcit va començar aviat a sofrir fam, malalties i desercions entre les quals destaquen les d'Ulfilas i Sarus. Davant d'això, va iniciar converses amb Estilicó que van comportar que els gots abandonessin Itàlia i que s'establissin més enllà de les fronteres imperials de Dalmàcia i Pannònia. D'aquesta manera, els gots van abandonar el territori imperial l'any 403.

## Conseqüències
La victòria romana va ser inicialment rebuda amb alegria entre la població i Honori va anar a Roma per a celebrar un triomf en companyia del seu general. Amb tot, aviat es van començar a aixecar veus crítiques amb la decisió que havia pres Estilicó de deixar viu a Alaric.
A causa del perill que havia sofert la cort imperial a Milà, es va decidir canviar la capital a la més segura ciutat de Ravenna, situada a la costa adriàtica i una de les bases navals de l'Imperi. Aquesta, estava envoltada d'una àrea pantanosa i el seu únic accés des de terra era un camí artificial fàcil de defensar o de destruir, si era necessari.
Aquesta guerra és considerada com l'inici de la caiguda de l'Imperi romà d'Occident. La pau a Itàlia no duraria molt ja que dos anys més tard, el 405,  va ser envaïda per un exèrcit liderat per Radagais i posteriorment, l'any 408, una altra vegada pels gots d'Alaric.